# آکاسیای بومی
آکاسیای بومی (نام علمی: Acacia origena) نام یک گونه از سرده خاردرخت است.